# Lampėdžiai

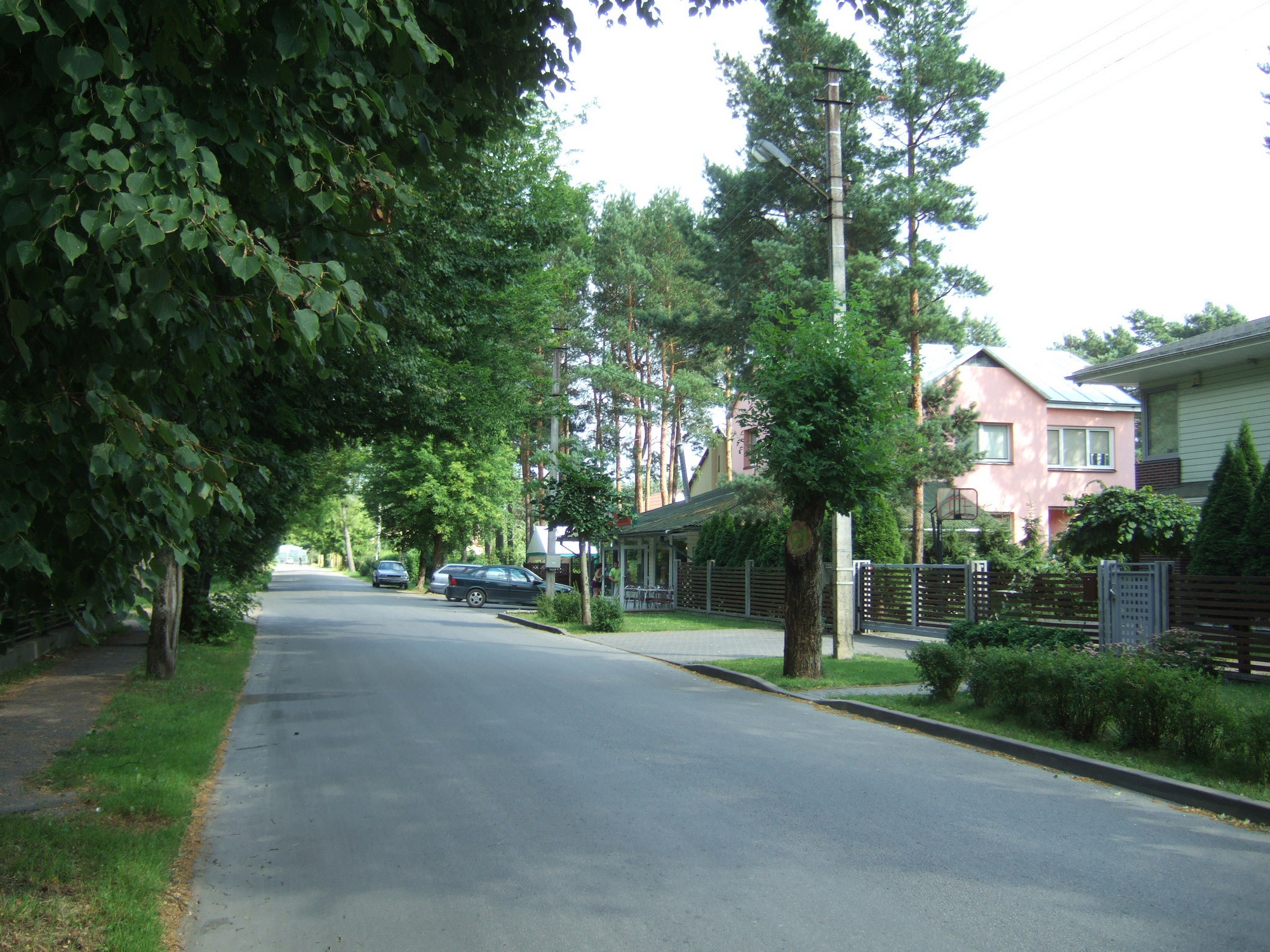
Straße, 2014

Lampėdžiai ist ein Teil der zweitgrößten litauischen Stadt Kaunas und ein Kurortgebiet am rechten Ufer der Nemunas, westlich von Vilijampolė, ganz westlich der Großstadt Kaunas. Es ist ein beliebter Badeort der Stadtbewohner. Es gibt ein Gemeindezentrum, eine Bibliothek (seit 1959). Homestead-Parzellen überwiegen.

## Geografie und Natur
Es gibt den Waldpark Lampėdžiai, ein Naturdenkmal (Linde Lampėdžiai, lit. Lampėdžių liepa Gražuolė), ein Naturerbeobjekt, Kiefern-Schwestern (Pušys Sesės). Am nördlichen Rand konzentriert sich der künstliche See Lampėdis.
Lampėdžiai und Marvelė sind über die Nemunas durch die 1997 fertiggestellte Brücke Lampėdžiai verbunden.

## Geschichte
Im Frühjahr 1391 bauten die Kreuzritter in der Nähe von Lampėdžiai eine hölzerne Riterswerder-Burg.
Im 18. Jahrhundert war hier ein Dorf.
Nach dem Ersten Weltkrieg wurde Kaunas zur Hauptstadt Litauens. In bewaldetem Lampėdžiai wurde ein Kurort mit Sommerhäusern und Villas errichtet sowie ein Kurhaus für Konzerte und Veranstaltungen gebaut. In Sowjetlitauen baute man ein Sanatorium.